# Bereket Temalew
Bereket Desalegn Temalew, né le 11 septembre 1997, est un coureur cycliste éthiopien.

## Biographie
En 2016, Bereket Temalew termine onzième du Tour de l'Éthiopie Zeles Zenawi et deuxième du classement de la montagne, pour sa première compétition sur le circuit UCI. Au début de l'année 2017, il connait sa première sélection en équipe nationale pour les championnats d'Afrique. À Louxor, il se classe 4e du contre-la-montre par équipes avec ses coéquipiers éthiopiens puis 27e de la course en ligne. Peu de temps après, il participe à la Tropicale Amissa Bongo, épreuve phare du continent africain, qu'il termine à la 28e place. 
En 2018, il s'impose sur la sixième étape du Tour du Rwanda, en réglant au sprint son ultime compagnon d'échappée Moïse Mugisha,.

## Palmarès
- 2018
  - 6e étape du Tour du Rwanda
- 2019
  - 3e du championnat d'Éthiopie du contre-la-montre

## Classements mondiaux
| Année           | 2017 | 2018 |
| --------------- | ---- | ---- |
| UCI Africa Tour | 185e | 176e |